# Синтетичні канабіоїди
Синтетичні канабіноїди — речовини, які є агоністами канабіноїдних рецепторів CB1 і CB2. Значне число подібних сильнодіючих і отруйних речовин може бути віднесено до заборонених в різних країнах або місцевостях. Крім покарань за незаконний оборот, люди, що вживають ризикують зіткнутися з різноманітними непередбачуваними побічними ефектами, які загрожують життю, в тому числі: порушення серцевого ритму, параноя, сильні тривожні стани, нудота, блювота, сплутаність свідомості, порушення координації і судоми. Повідомлялося про бажання повторення доз, симптоми відміни і постійну тягу. Не існує будь-яких стандартів виготовлення, пакування та продажу подібних засобів, часто під однією назвою можуть поширюватися абсолютно різні речовини або підроблені суміші. Кількість діючих і сторонніх речовин, наприклад, інших препаратів або токсичних компонентів, також сильно варіюється.
Спайс (курильні суміші)— загальна назва для різних продуктів з трав'яних сумішей для куріння в склад яких входять синтетичні канабіоїди з додаванням, або без такого додавання в продукт легальних психотропних трав, інших синтезованих хімічних речовин. Виготовлені нанесенням синтетичних канабіоїдів на будь-яку суху траву, наприклад оприскуванням, замочуванням і пропонуються до продажу як «дизайнерські наркотики», або продаються з претензіями, що вони дають ефект коноплі. Продукт може мати багато варіантів виконання, в тому числі закріплених брендовими назвами: EMCDDA 2009: Spice Silver, Spice Gold, Spice Diamond, AM-HI-CO, Dream, Zoom, Ex-ses, Yucatán Fire. Як правило, продаються в пакетиках, що містять висушену рослинну сировину, до якої додають один або більше канабіноїдів. Ймовірно, розчин канабіноїдів розпилюється на трав'яну суміш. На упаковці часто вказують на цілий ряд присутніх рослин, однак найчастіше серед вмісту їх немає. У складі часто присутня велика кількість токоферолу (вітаміну Е), який додають, щоб приховати активні канабіноїди від аналізу. Також, часто, щоб заплутати судовохімічний аналіз, до вмісту упаковки «спайс» додають декілька видів канабіноїдів. Спайс чинить психоактивну дію.
Діючим компонентом курильних «ароматизованих сумішей» («спайсів», англ. Spice), не є речовини рослинного походження, а синтетичні аналоги тетрагідроканабінолу — основної діючої речовини марихуани, такі як CP 47, 497 і JWH-018. Також канабіциклогексанол, JWH-073, HU-210 і тд. Хімічний склад продуктів спайс постійно змінюється.
Рослинними інгредієнтами, що перераховані на упаковці спайсу можуть бути: Canavalia rosea (коста рожева), Nymphaea caerulea (блакитний лотос), Nelumbo nucifera (Індійський лотос), Leonurus sibiricus (пустирник осло).

## Побічна дія
У порівнянні з канабісом і його активними канабіноїдами, несприятливі ефекти часто набагато більш серйозні, і можуть включати в себе гіпертонію, тахікардію, інфаркт міокарда, збудження, блювота, галюцинації, психози, судоми, конвульсії і панічні атаки. Серед осіб, які потребують невідкладної терапії після того, як використовували синтетичну «коноплю», найбільш поширені симптоми: прискорене серцебиття, високий кров'яний тиск, нудота, затуманений зір, галюцинації і збудження. Інші симптоми включали епілептичні припадки і гострий психоз, рецидивуючі психотичні епізоди, і страждання від реактивації цих симптомів після використання спайсу. Залежно від ступеня тяжкості наркотичного отруєння його пік триває від двох до шести годин, але можливі випадки тяжких порушень свідомості, що можуть тривати протягом кількох діб. Хоча більшість синтетичних канабіноїдів при використанні у відповідних дозах володіють лише типовими ефектами канабіноїдів, вони є сильнодіючими препаратами, здатними викликати клінічну інтоксикацію і смерть.
Синтетичні канабіноїди часто мають несприятливі впливи, які призводять до госпіталізації або направленню до токсикологічного центру. У випадках отруєння тяжкого ступеня пацієнти госпіталізуються до відділення інтенсивної терапії у тяжкому стані. Типовими проявами смертельно небезпечного отруєння є токсична кома, набряк мозку, судоми, дихальна та серцево-судинна недостатність. Синтетичні канабіноїди можуть бути у вигляді сумішей з декількох різних препаратів, то немає ніякого способу, щоб описати загальні ефекти серед всіх різних хімічних речовин, оскільки всі вони мають різні ефекти, в тому числі різні ефекти при різних дозуваннях.
Діагностика з урахуванням МКХ-10 — Розлади психіки і поведінки внаслідок куріння спайсів (F 15.1 по МКХ- 10). Клінічною особливістю залежності від куріння спайсів є досить швидке (практично з першої спроби) формування психічної залежності, надзвичайно інтенсивний та емоційно насичений потяг до паління, швидке зростання толерантності з втратою ситуаційного і кількісного контролю над курінням. Наркотична залежність проявляється абстинентним синдромом (нудота, блювання, підвищення артеріального тиску, пневмонія), а систематичне паління токсичних продуктів призводить до необоротних деструктивних процесів у центральній нервовій системі: знижується увага, погіршується пам'ять, сповільнюється розумова діяльність, з'являється схильність до депресії, суїциду. Канабіноїди швидко окислюються в крові, але ті, що акумульовані в жировій тканині, поступово надходять у кров, тому при хронічному вживанні адекватність сприйняття втрачається надовго і може призвести до тяжких психічних розладів, зокрема психозу. Пряма токсична дія проявляється гострою нирковою недостатністю, зупинкою серця, або розвитком токсичної коми, що у значному проценті випадків є необоротною.